# ماهو فوجیشیرو
ماهو فوجیشیرو (انگلیسی: Maho Fujishiro؛ زادهٔ ۱۷ مهٔ ۲۰۰۰) بازیکن فوتبال اهل ژاپن است.